# Святловская, Раиса Самойловна

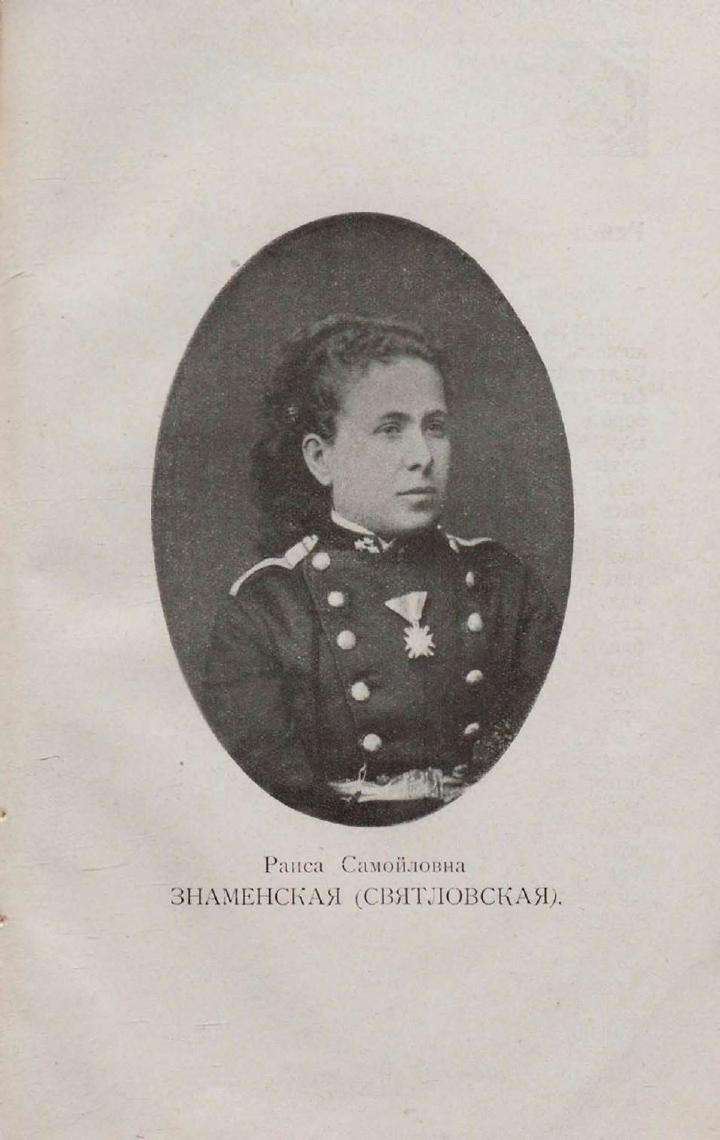
Святловская, Раиса Самойловна

Раи́са Само́йловна (Самуи́ловна) Святло́вская-Зна́менская (в девичестве Покрасова или Френкель; 1849 — 1 июля 1912) — одна из первых женщин-врачей России, доктор медицины, писательница.

## Биография
Раиса Самуиловна — еврейка. Год рождения ее источники называют по-разному: 1845, 1849, ок. 1853. Окончила Мариинскую женскую гимназию. Была домашней учительницей. В 1868 году она основала в Москве первую бесплатную воскресную школу для детей и первую детскую библиотеку. Привлекалась к дознанию по делу Нечаева. В 1872 году вышла за́муж за В. В. Святловского, взяла его фамилию и вместе с ним уехала в Цюрих. У супругов родился сын Владимир. Брак распался в 1873 году. Училась на медицинском факультете Цюрихского университета; продолжила образование в Бернском университете, где была в числе первых женщин, посвятивших себя изучению медицины. В 1876 году защитила диссертацию «О влиянии хлоральгидрата на рожениц», переведённую на несколько европейских языков. Участвовала первоначально в качестве врача от русского Красного Креста, затем в качестве военного врача сербской службы в войнах сербско-турецкой и русско-турецкой (1876—78), заведуя белградским военным госпиталем. По окончании войны Святловская поселилась в Москве, где читала лекции по гигиене на Высших женских курсах и была ординатором лечебницы человеколюбивого общества. В начале 1880-х годов Святловская приняла ближайшее участие в «Современных известиях», где и раньше печатались её «Письма о Сербии», и в «Медицинском обозрении» Спримона. Часть её статей по гигиене детского возраста издана отдельно. Раиса Самойловна во втором браке — Знаменская. Она вышла замуж в 1890 году за доктора, приват-доцента, профессора Московского университета Н. Н. Знаменского (1856—1915), читавшего в университете курс одонтологии, и поселилась в Москве. В 1897 году Знаменская основала в Москве первое в России убежище для престарелых и не способных к труду женщин медицинского звания. В 1906 году на углу Церковного проезда и безымянного проезда справа от железнодорожного полотна (ныне Федоскинской улицы и Хибинского проезда, соответственно) было построено «Убежище для женщин медицинского звания», единственное в России. Общество для устройства убежища было основано в 1899 году Р. С. Знаменской.

## Сочинения
- Знаменская, Раиса Самойловна. Какими путями можно приблизиться к осуществлению общечеловеческого благосостояния? : Читано в заседании Моск. благотвор. совета / Р. Знаменская. — Санкт-Петербург : тип. т-ва «Обществ. польза», 1910. — 29 с.; 20.